# Certines
Certines és un municipi francès situat al departament de l'Ain i a la regió d'Alvèrnia-Roine-Alps. L'any 2007 tenia 1.432 habitants.

## Demografia

### Població
El 2007 la població de fet de Certines era de 1.432 persones. Hi havia 529 famílies de les quals 110 eren unipersonals (67 homes vivint sols i 43 dones vivint soles), 158 parelles sense fills, 229 parelles amb fills i 32 famílies monoparentals amb fills.
La població ha evolucionat segons el següent gràfic:
Habitants censats

### Habitatges
El 2007 hi havia 565 habitatges, 546 eren l'habitatge principal de la família, 5 eren segones residències i 14 estaven desocupats. 441 eren cases i 121 eren apartaments. Dels 546 habitatges principals, 383 estaven ocupats pels seus propietaris, 158 estaven llogats i ocupats pels llogaters i 5 estaven cedits a títol gratuït; 1 tenia una cambra, 28 en tenien dues, 77 en tenien tres, 147 en tenien quatre i 293 en tenien cinc o més. 486 habitatges disposaven pel capbaix d'una plaça de pàrquing. A 183 habitatges hi havia un automòbil i a 347 n'hi havia dos o més.

### Piràmide de població
La piràmide de població per edats i sexe el 2009 era:
| Homes | Edats   | Dones |
| ----- | ------- | ----- |
| 0     | 95 o +  | 0     |
| 0     | 90 a 94 | 0     |
| 4     | 85 a 89 | 8     |
| 8     | 80 a 84 | 8     |
| 16    | 75 a 79 | 16    |
| 0     | 70 a 74 | 20    |
| 4     | 65 a 69 | 12    |
| 28    | 60 a 64 | 4     |
| 28    | 55 a 59 | 24    |
| 44    | 50 a 54 | 40    |
| 72    | 45 a 49 | 56    |
| 36    | 40 a 44 | 44    |
| 68    | 35 a 39 | 68    |
| 56    | 30 a 34 | 64    |
| 44    | 25 a 29 | 36    |
| 36    | 20 a 24 | 16    |
| 48    | 15 a 19 | 44    |
| 52    | 10 a 14 | 56    |
| 68    | 5 a 9   | 64    |
| 56    | 0 a 4   | 28    |

## Economia
El 2007 la població en edat de treballar era de 983 persones, 785 eren actives i 198 eren inactives. De les 785 persones actives 751 estaven ocupades (400 homes i 351 dones) i 35 estaven aturades (7 homes i 28 dones). De les 198 persones inactives 72 estaven jubilades, 91 estaven estudiant i 35 estaven classificades com a «altres inactius».

### Ingressos
El 2009 a Certines hi havia 540 unitats fiscals que integraven 1.449,5 persones, la mediana anual d'ingressos fiscals per persona era de 20.407 €.

### Activitats econòmiques
Dels 45 establiments que hi havia el 2007, 2 eren d'empreses extractives, 1 d'una empresa alimentària, 1 d'una empresa de fabricació de material elèctric, 1 d'una empresa de fabricació d'elements pel transport, 3 d'empreses de fabricació d'altres productes industrials, 9 d'empreses de construcció, 9 d'empreses de comerç i reparació d'automòbils, 3 d'empreses de transport, 3 d'empreses d'hostatgeria i restauració, 1 d'una empresa financera, 1 d'una empresa immobiliària, 6 d'empreses de serveis, 2 d'entitats de l'administració pública i 3 d'empreses classificades com a «altres activitats de serveis».
Dels 12 establiments de servei als particulars que hi havia el 2009, 1 era un paleta, 1 guixaire pintor, 1 fusteria, 1 lampisteria, 1 electricista, 2 perruqueries, 3 restaurants, 1 agència immobiliària i 1 saló de bellesa.
L'únic establiment comercial que hi havia el 2009 era una fleca.
L'any 2000 a Certines hi havia 14 explotacions agrícoles que ocupaven un total de 558 hectàrees.

## Equipaments sanitaris i escolars
El 2009 hi havia una escola elemental integrada dins d'un grup escolar amb les comunes properes formant una escola dispersa.

## Poblacions més properes
El següent diagrama mostra les poblacions més properes.